# Шульце, Свен (баскетболист)
Свен Шульце (нем. Sven Schultze, род. 11 июля 1978 года в Бамберге, ФРГ) — немецкий профессиональный баскетболист, игравший на позициях тяжёлого форварда и центрового.

## Карьера

### Клубная карьера
Профессиональную карьеру начал в родном городе Бамберг, где выступал за команду «Брозе». Дебютировал в сезоне 1995/96 годов в чемпионате Германии в возрасте 17 лет. Летом 1998 года он перешёл в немецкий топ-клуб «Альба», в составе которой выиграл три чемпионских звания. Летом 2002 года игрок перешёл в клуб «Байер Джайентс» из Леверкузена, где он надеялся получить больше игрового времени.

### Международная карьера
Впервые в сборной Шульце дебютировал в 2000 году. Игрок выступает за национальную сборную Германии, принимал участие в Чемпионате Европы 2003, 2005, 2009 и 2011 годов, чемпионате мира 2006 года, летней Олимпиаде 2008 года в Пекине.